# Eduardo Costa - Acústico
Acústico é um álbum ao vivo do cantor e compositor Eduardo Costa, lançado em 10 de setembro de 2013, o show de gravação ocorreu nos dias 7 e 8 de maio de 2013 na Brook’s em São Paulo, o projeto contou com as participações da dupla Di Paullo & Paulino na canção "Tô Indo Embora" e do cantor goiano Cristiano Araújo na canção "Sem Céu e Sem Chão". A faixa "Minha Metade" é uma regravação de um sucesso do grupo Só pra Contrariar.

## Faixas CD
1. "Faz de Conta (L'Italiano)"
2. "Enamorado"
3. "Minha Metade (Take Me Now)"
4. "Os 10 Mandamentos do Amor"
5. "Doeu"
6. "Sem Céu e Sem Chão" (participação de  Cristiano Araújo)
7. "O Predador e a Presa"
8. "Nasci Pra Te Amar"
9. "Agenda Rabiscada"
10. "Louco Coração"
11. "Não Dá Pra Fazer Amor Sem Ter Você"
12. "Esquecer é o Nosso Jeito"
13. "Eu Menti"
14. "Quando Um Grande Amor Se Faz (Cantare e D'amore)"
15. "Vou Pro Buteco Beber"

## Faixas DVD
1. "Faz de Conta (L'Italiano)"
2. "Eu Menti"
3. "Onde Anda Você"
4. "Esquecer é o Nosso Jeito"
5. "Anjo Protetor"
6. "Doeu"
7. "O Predador e a Presa"
8. "Tô Indo Embora" (participação de  Di Paullo & Paulino)
9. "Agenda Rabiscada"
10. "Ela Fez Minha Cabeça"
11. "Quando Um Grande Amor Se Faz (Cantare e D'amore)"
12. "Enamorado"
13. "Sem Céu e Sem Chão" (participação de  Cristiano Araújo)
14. "Vou Pro Buteco Beber"
15. "Não Dá Pra Fazer Amor Sem Ter Você"
16. "Os 10 Mandamentos do Amor"
17. "Minha Metade (Take Me Now)"
18. "Louco Coração"
19. "Nasci Pra Te Amar"
20. "Fogão de Lenha"